# Marcel Summermatter
Marcel Summermatter (* 4. März 1956 in Frenkendorf) ist ein ehemaliger Schweizer Radrennfahrer.

## Sportliche Laufbahn
Summermatter war Strassenradsportler. Als Amateur wurde er 1975 Vize-Meister der Schweiz im Strassenrennen hinter Roland Schär. 1976 siegte er im Eintagesrennen Grand Prix de Lancy und holte einen Etappensieg im Grand Prix Suisse de la Route, wobei er auch die Punktewertung gewann. 
Von 1977 bis 1984 war er Berufsfahrer. 1977 gewann er den Grand Prix Kanton Aargau in Gippingen (noch in der Amateurklasse), die Rierenbergrundfahrt und eine Etappe der Ostschweizer Rundfahrt. 1978 war er auf einer Etappe im Coors Classic und in einigen Kriterien erfolgreich. 1979 gewann er eine Etappe in der Tour de l’Avenir. Dazu kamen Siege im Grand Prix Lugano und im Grand Prix Locarno. 1980 gewann er die Stausee-Rundfahrt Klingnau vor Jürg Bruggmann. 1981 gelang ihm ein Etappensieg bei Paris–Bourges. In der Trofeo Luis Puig 1983 kam er auf den 3. Platz. 
Im Giro d’Italia 1980 schied er aus. In den Rennen der Monumente des Radsports war der 26. Platz in der Flandern-Rundfahrt 1982 sein bestes Resultat.